# Maryna Konjewa
Maryna Oleksandriwna Konjewa (ukrainisch Марина Олександрівна Конєва; englisch Maryna Konieva; * 19. Oktober 1987 in Charkiw, Ukrainische SSR, UdSSR) ist eine ukrainische Taekwondoin. Sie startet in der Gewichtsklasse über 73 Kilogramm.
Konjewa bestritt ihre ersten internationalen Titelkämpfe bei der Weltmeisterschaft 2007 in Peking, schied jedoch in ihrem Auftaktkampf aus. Im folgenden Jahr konnte sie in Rom bei der Europameisterschaft in der Klasse über 72 Kilogramm ins Halbfinale einziehen und die Bronzemedaille gewinnen. Weitere Erfolge blieben in den nächsten Jahren zunächst aus. Im Januar 2012 konnte Konjewa jedoch in der Gewichtsklasse über 67 Kilogramm mit einem Finalsieg über Milica Mandić das europäische Olympiaqualifikationsturnier in Kasan gewinnen und sich für die Olympischen Spiele 2012 in London qualifizieren. Bei der Europameisterschaft in Manchester erreichte sie 2012 zudem das Viertelfinale, schied dort jedoch gegen Rosana Simón aus.